# Eriolarynx lorentzii
Eriolarynx lorentzii là loài thực vật có hoa trong họ Cà. Loài này được (Dammer) Hunz. mô tả khoa học đầu tiên năm 2000.